# ГЕС Ngoi Phat
ГЕС Ngoi Phat – гідроелектростанція у північній частині В’єтнаму. Знаходячись після ГЕС Muong Hum (32 МВт), становить нижній ступінь каскаду на річці Ngoi Phat, правій притоці Хонгхи (біля Хайфону впадає у Тонкінську затоку Південно-Китайського моря).
В межах проекту річку перекрили бетонною гравітаційною греблею висотою 21 метр та довжиною 108 метрів, яка утримує водосховище з площею поверхні 2,1 км2. Звідси через правобережний масив прокладений дериваційний тунель довжиною 7,2 км з діаметром основної ділянки 3,4 метра. Завершальну частину траси складають дві напірні шахти висотою 148 та 109 метрів і напірний тунель довжиною 0,5 км з діаметром 2,6 метра. В системі також працює запобіжний балансувальний резервуар, який складається з верхньої камери висотою 55 метрів з діаметром 12 метрів та з’єднувальної шахти з діаметром 6 метрів.
Машинний зал обладнали трьома турбінами типу Френсіс потужністю по 24,7 МВт, які при напорі у 302 метри повинні забезпечувати виробництво 314 млн кВт-год електроенергії на рік. 
Видача продукції відбувається по ЛЕП, розрахованій на роботу під напругою 110 кВ.
У вересні 2017-го розпочали проект збільшення потужності станції на 12 МВт, завершити який розраховують за два роки.